# Postumius Cominius Auruncus
Postumius Cominius Auruncus est un homme politique romain du Ve siècle av. J.-C., Comme la plus grande partie des hommes et des institutions de cette époque romaine, la réalité de son existence historique et de ses actions n'est pas assurée. Les sources lacunaires présentent par ailleurs des récits et des traditions considérablement réécrits et déformés.

## Famille
Il est le seul membre de la gens des Cominii à avoir atteint le consulat. Son praenomen a été retrouvé sous les formes de Postumius et de Postumus.

## Biographie selon la tradition

### Premier consulat
En 501 av. J.-C., il est consul avec Titus Larcius Flavus qui, selon Tite-Live, est ensuite nommé dictateur pour parer à la menace de guerre contre les Latins et « trente peuples, excités par Octavius Mamilius, [qui] s'étaient ligués contre Rome » pour rétablir Tarquin le Superbe. Denys d'Halicarnasse signale le début de mouvements d'hostilité contre les Romains parmi les Latins et une conspiration d'esclaves à Rome,.

### Deuxième consulat
Il est à nouveau consul en 493 av. J.-C., aux côtés de Spurius Cassius Vecellinus. La réconciliation avec la plèbe et le retour des soldats dans la ville après la création du tribunat de la plèbe par les leges sacratae a lieu peu après les élections consulaires et l'entrée en fonction des deux consuls, permettant la reprise des opérations militaires contre les ennemis extérieurs.
Vecellinus reste à Rome où il ratifie le Fœdus Cassianum, traité de paix perpétuelle avec les Latins. Auruncus, quant à lui, est « envoyé contre les Volsques, bat et met en fuite les Volsques d'Antium, les chasse, les poursuit jusque dans la ville de Longula et s'empare de leurs murs. Il prend ensuite Polusca, autre ville des Volsques ; puis il attaque Corioles avec une grande vigueur. » Il laisse son légat Titus Larcius Flavus devant Corioles qui est prise grâce aux actions d'un jeune homme, Coriolan, éclipsant le prestige qu'Auruncus a acquis grâce à ses précédentes victoires.
Les consuls mènent également un census et nomment peut-être à cette occasion Manius Valerius Volusus Maximus, dictateur en 494 av. J.-C., comme Princeps senatus.

### Auteurs antiques
- Tite-Live, Histoire romaine [détail des éditions] [lire en ligne], livre II

### Auteurs modernes
- (de) Georg Wissowa (dir.), Paulys Realencyclopädie der classischen Altertumswissenschaft (lire en ligne)
- (en) T. Robert S. Broughton, The Magistrates of the Roman Republic : Volume I, 509 B.C. - 100 B.C., New York, The American Philological Association, coll. « Philological Monographs, number XV, volume I », 1951, 578 p. (lire en ligne)
- (en) Henrik Mouritsen, Maggie Robb (dir.), « Digital Prosopography of the Roman Republic », King’s College London, 2018